# Tiara (chanteuse)
Tiara est une chanteuse japonaise de R'n'B, auteur, compositrice et interprète. Elle est née le 11 novembre 1981 à Hamamatsu dans la préfécture de Shizuoka au Japon.
Elle fait ses débuts en 2007 en tant que chanteuse indie sous le label Tunes Sortie avec le single "Magic ☆", mais elle se fait connaître après la sortie de son deuxième single "Change" qui atteint la troisième place dans les "Charts Oricon indies". Elle  signe alors avec le label Nippon Crown Records, et y sort en 2009 son premier single "major" Sayonara wo Kimi ni ....

## Discographie

### Albums
Albums originaux
- [2010.05.12] : Message for you
- [2011.02.16] : Tears
- [2012.01.25] : Flower
- [2013.01.23] : Emotion

Album en collaboration
- [2011.09.07] : LOVERS ~Tiara Collaborations Album~

Album de reprises
- [2012.07.04] : Sweet Flavor ~cover song collection~

### Singles
Singles indépendants
- [2007.07.04] : Magic☆
- [2007.12.19] : Change

Singles major
- [2009.09.02] : Sayonara wo Kimi ni... feat. Spontania (さよならをキミに...?)
- [2010.01.27] : Kimi ga Oshiete Kureta Koto feat. SEAMO (キミがおしえてくれた事...?)
- [2010.04.07] : Love is... with KG / Suki de Isasete (好きでいさせて?)
- [2010.08.18] : Hikari (ヒカリ?)
- [2010.11.24] : Aishisugite (愛しすぎて?)
- [2011.07.06] : Toki wo Tomete feat. WISE / Honto no Kimochi (時をとめて feat. WISE / ホントのキモチ?)
- [2011.11.23] : Winyter Gift with Mihiro (WINTER GIFT with MIHIRO?)

Singles digitaux
- [2008.08.01] : Gift (ギフト?)
- [2009.11.25] : Dare Yori Suki na no ni (誰より好きなのに?)
- [2010.06.02] : Precious Love (THE GRAND TIARA ver.)
- [2010.09.22] : Girls Be Ambitious! with Denda Mao

## Concerts
- [2010.06.04] : Tiara LIVE 2010 ~Message for you~
- [2011.04.16 ~ 17] : Tiara Premium Live ~Tears~
- [2011.10.10] : Tiara autumn live 2011 ~LOVERS~